# Diego Sans

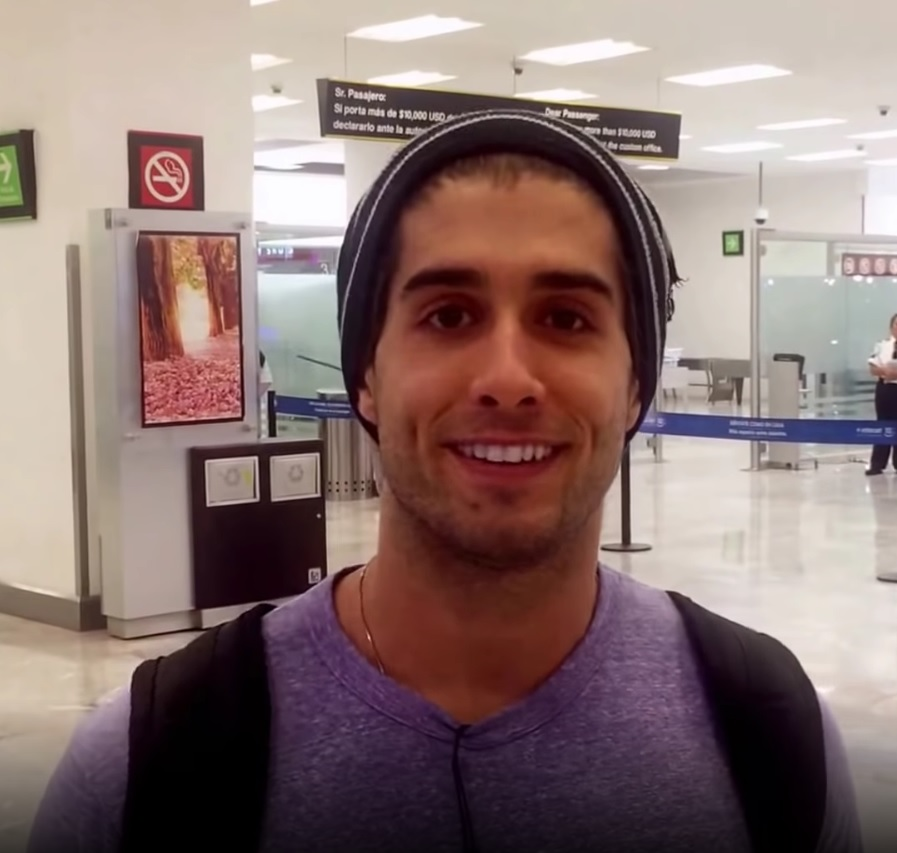
Diego Sans, 2016

Diego Sans (* 31. März 1989 in Brasilien als Luiz Faria) ist ein brasilianischer homosexueller Pornodarsteller, der 2019 mit einem GayVN Award ausgezeichnet wurde.

## Karriere
Nachdem er 2009 in die Vereinigten Staaten gekommen war und eine Greencard erhalten hatte, aber noch keine Arbeit hatte, entschied er sich, es im Porno-Business zu versuchen, und wurde nach Einsendung erster Fotos zuerst von Randy Blue kontaktiert und exklusiv unter Vertrag genommen. Bei randyblue.com war er anfangs häufiger als Bottom, dann auch als Top zu sehen; seit 2015 ist er exklusiv bei Men.com unter Vertrag und performt nur als Top.
2014 nahm er ein Lipsyncvideo zu Beyoncés Pretty Hurts auf mit dem Namen Porn Hurts über den Schönheitsdruck in der Pornoindustrie. 2016 moderierte er neben Chi Chi LaRue die Grabby Awards. Sans spielte die jeweilige Hauptrolle in Pornofilmparodien von Tarzan (2016) und Fluch der Karibik (2017); für letztere namens Pirates wurde er bei den GayVN Awards 2019 als bester Schauspieler ausgezeichnet. Die Auszeichnung bei den Str8UpGayPorn Awards 2018 für die beste Topping Performance nutzte Sans für einen Protest gegen Jair Bolsonaro, indem er auf der Bühne ein Shirt mit der Aufschrift #EleNão trug. 2019 geriet eine Szene des Films The Everglades mit Sans und Kaleb Stryker in dem titelgebenden Everglades-Nationalpark in Kritik der Tierrechtsorganisation PETA, weil im Hintergrund ein vorbeischwimmender Alligator zu sehen ist. Für die Pornhub Awards 2019 war er als beliebtester schwuler Darsteller nominiert.

## Filme (Auswahl)
Randy Blue
- 2010: Bend Over
- 2010: Hola Papi 1
- 2010: Hola Papi 2
- 2010: Just Fuck Me
- 2011: Cum Smack
- 2011: Flip to Fuck
- 2011: Fucking Diego
- 2012: Culo Fuckers
- 2012: Hola Papi 3
- 2014: Ass Sex in the City 2
- 2014: Welcome to LA

Men.com
- 2016: Pilot
- 2016: Straight A Student
- 2016: Taking Down The Conservatives
- 2016: Tarzan: A Gay XXX Parody
- 2017: Book
- 2017: Diego Sans Unleashed
- 2017: Pirates: A Gay XXX Parody
- 2017: Spies
- 2017: Thoroughbred
- 2018: Boys Trip
- 2018: Heist
- 2019: Attack of My Clone
- 2019: Cheaters
- 2019: Our Labor Is Sex
- 2019: Sex Crazed Men
- 2019: Nasty Nights
- 2020: Rental House
- 2020: Fame Whores

## Auszeichnungen und Nominierungen
Cybersocket Awards
2020:
- Bester Porno-Star – Nominierung
- Beste Sex-Szene,: Everglades 1 (2019) – Nominierung

GayVN Awards
2018:
- Fan-Award Lieblingskörper – Nominierung
- Fan-Award Lieblingshintern – Nominierung
- Fan-Award Social-Media-Star – Nominierung
- Performer des Jahres – Nominierung

2019:
- Bester Schauspieler: Pirates: A Gay XXX Parody (2017) – Gewinner
- Performer des Jahres – Nominierung

2020:
- Beste Gruppensex-Szene: Sacred Bands of Thebes 4 (2018) – Nominierung
- Performer des Jahres – Nominierung

Grabby Awards
2019:
- Bester Schauspieler: Plastics 2 (2019) – Nominierung
- Heißester Top – Nominierung

Pornhub Awards
2019:
- Beliebtester Schwulen-Performer – Nominierung

Raven’s Eden Awards
2020:
- Bester Kondom-Performer – Nominierung

StraightUpGayPorn Awards
2017:
- Bester Schauspieler: Tarzan: A Gay XXX Parody – Nominierung
- Bester Performer – Nominierung

2018:
- Bester Schauspieler: Heist (2018) – Nominierung
- Beste Top-Performance: Naughty Houseguest 3 (2017) – Gewinner
- Performer des Jahres – Nominierung

2020:
- Bester Nebenschauspieler: Rental House 1 (2019) – Nominierung
- Performer des Jahres – Nominierung